# Нижнеантоновский (Орловский район)
Нижнеантоновский — хутор в Орловском районе Ростовской области.
Входит в состав Курганенского сельского поселения.

## География
На хуторе имеется одна улица — Антоновская.

## Население
| 2010 |
| ---- |
| 234  |

## Достопримечательности
Территория Ростовской области была заселена ещё в эпоху неолита. Люди, живущие на древних стоянках и поселениях у рек, занимались в основном собирательством и рыболовством. Степь для скотоводов всех времён была бескрайним пастбищем для домашнего рогатого скота. От тех времен осталось множество курганов с захоронениями жителей этих мест. Курганы и курганные группы находятся на государственной охране.
Поблизости от территории хутора Нижнеантоновского Орловского района расположено несколько достопримечательностей — памятников археологии. Они охраняются в соответствии с Федеральным законом от 25.06.2002 N 73-ФЗ «Об объектах культурного наследия (памятниках истории и культуры) народов Российской Федерации», Областным законом от 22.10.2004 N 178-ЗС «Об объектах культурного наследия (памятниках истории и культуры) в Ростовской области», Постановлением Главы администрации РО от 21.02.97 N 51 о принятии на государственную охрану памятников истории и культуры Ростовской области и мерах по их охране и др.
- Курганная группа «Нижнеантоновский I» из двух курганов. Находится на расстоянии около 700 метров к северо-востоку от хутора Нижнеантоновского.
- Курганная группа «Нижнеантоновский II» (8 курганов). Находится на расстоянии около 1,3 км к востоку от хутора Нижнеантоновского.
- Курганная группа «Нижнеантоновский III» (13 курганов). Находится на расстоянии около 5,0 км к юго-востоку от хутора Нижнеантоновского.
- Курганная группа «Нижнеантоновский IV» (2 кургана). Находится на расстоянии около 6,0 км к юго-востоку от хутора Нижнеантоновского.
- Курганная группа «Нижнеантоновский V» из 12 курганов. Находится на расстоянии около 6,3 км к юго-востоку от хутора Нижнеантоновского.
- Курганная группа «Нижнеантоновский VI» (4 кургана). Находится на расстоянии около 7,0 км к юго-востоку от хутора Нижнеантоновского[3].